# Lionello Boccia
Lionello Giorgio Boccia, meist Lionello G. Boccia (* 17. Oktober 1926 in Cremona; † 20. Mai 1996 in Florenz) war ein italienischer Architekt und Waffenkundler. Er gilt als einer der bedeutendsten italienischen Waffenhistoriker des 20. Jahrhunderts. 

## Leben
Boccia wuchs in Cremona und in Verona auf, bis er 1941 mit seiner Familie nach Florenz zog. Dort studierte er Bauingenieurswesen und Architektur. Nach dem Staatsexamen folgte ein zweijähriges Aufbaustudium für Archivwissenschaften am Staatsarchiv Florenz. Es folgten freiberufliche Tätigkeiten als Architekt sowie Lehraufträge an den Universitäten Florenz, Pisa und Bologna. In den 1960er-Jahren wurde Boccia Leiter des Hoch- und Tiefbauamtes der Provinz Florenz.
1978 wurde Boccia zum Leiter des Museo Stibbert berufen. Neben der wissenschaftlichen Tätigkeit konnte Boccia dank seines architektonischen Hintergrundes auch den Umbau des Museums konzeptionieren.
Boccia starb nach schwerer Krankheit am 20. Mai 1996 in Florenz.

## Werk
Boccias Interesse galt bereits seit seiner Schulzeit insbesondere der Waffenkunde. In Florenz boten diverse Museen, Archive und Bibliotheken ihm die Möglichkeit zur wissenschaftlichen Auseinandersetzung mit diesem Themenfeld. Anfang der 1960er-Jahre veröffentlichte Boccia seine ersten Aufsätze zur Waffensammlung des Bargello. Später verfasste er international bekannte Werke zu Feuerwaffen und insbesondere eine Monographie zu italienischen Rüstungen.
1970 betreute Boccia für das italienische Kultusministerium die Restaurierung der Waffensammlung im Bargello. Dort lernte er auch Bruno Thomas kennen, mit dem er 1971 eine Ausstellung durchführte. Hieraus entwickelte sich eine langjährige Zusammenarbeit.
In den 1970er-Jahren bildete die Katalogisierung wichtiger italienischer Waffensammlungen Boccias Hauptbeschäftigung. Besonders bekannt sind hier die Harnische aus dem Heiligtum Maria Gnaden bei Mantua, welche Boccia publizierte. 1975 erschien sein Katalog zur Waffensammlung des Museo Stibbert in Florenz. Zudem publizierte er weitere Waffensammlungen, etwa jene des Museo Civico in Bologna.
Sein 1982 erschienenes Lexikon der Schutzwaffen gilt als Standardwerk der italienischen Waffenkunde.
Seit 1993 arbeitete Boccia für das Metropolitan Museum zusammen mit Stuart Pyhrr an einer Ausstellung über die Mailänder Waffenschmiede Negroli.

## Veröffentlichungen (Auswahl)
- Lionello Boccia: Nove secoli di armi da caccia. Florenz 1967.
- Lionello Boccia: L’Arte dell’Armatura in Italia. Mailand 1967.
- Lionello Boccia, Eduardo Coelho: Armi bianche italiane. Mailand 1975.
- Lionello Boccia: Il Museo Stibbert a Firenze 3. L’Armeria Europea. 2 Bände. Mailand 1975.
- Lionello Boccia: Armi e Armature Lombarde. Mailand 1980.
- Lionello Boccia: Le armature di S. Maria delle Grazie di Curtatone di Mantova e l’armatura lombarda del ’400. Busto Arsizio 1982.
- Lionello Boccia: Armi difensive dal medioevo all’età modernea. Dizionari Terminologici. Florenz 1982.
- Lionello Boccia: Museo Poldi Pezzoli. Mailand 1985.
- Lionello Boccia: L’armeria del Museo Civico Medievale di Bologna. Busto Arsizio 1991.